# Bulbophyllum inauditum
Bulbophyllum inauditum là một loài phong lan thuộc chi Bulbophyllum.